# Rolandas Zuoza
Rolandas Zuoza (*  8. August 1968 in Vilnius) ist ein litauischer sozialdemokratischer Politiker, Vizeminister und Seimas-Mitglied.

## Leben
Nach dem Abitur 1986 an der 18. Mittelschule Vilnius in Antakalnis arbeitete Zuoza als Moderator bei Lietuvos radijas. Ab 1986 studierte er Geschichte am Pädagogischen Institut in Vilnius. Von 1987 bis 1989 leistete Zuoza den Pflichtdienst bei der Sowjetarmee. 1993 absolvierte er das Diplomstudium an der Vilniaus pedagoginis universitetas (VPU) und wurde Lehrer. Ab 1995 wr er Doktorand der Edukologie und lehrte an der VPU. Von 1996 bis 2000 war er Mitglied  im Seimas. 2001 arbeitete er als Ministergehilfe im Bildungsministerium Litauens.  2011 promovierte er in Sozialwissenschaften und wurde Lektor an der Lietuvos edukologijos universitetas. Von 2015 bis 2016 war er Vizeminister am Bildungsministerium Litauens, Stellvertreter von Ministerin Audronė Pitrėnienė im Kabinett Butkevičius. Seit 2025 ist er Vizeminister von Ministerin Raminta Popovienė im Kabinett Paluckas, geleitet von Gintautas Paluckas. 
1993–2000 war Zuoza Vorsitzender von Lietuvos socialdemokratinio jaunimo sąjunga, ab  2000 Mitglied der Naujoji sąjunga, ab 2010 der Lietuvos socialdemokratų partija.